# Каліпта рубіновоголова
Каліпта рубіновоголова (Calypte anna) — вид колібрі.

## Поширення
Вид поширений вздовж західного узбережжя Північної Америки. Історично, каліпта рубіновоголова траплялася у чапаралі в Каліфорнії і Нижній Каліфорнії. У 1960-х і 70-х роках птах почав поширюватися на північ. Причиною стало штучне розширення ареалу кормових рослин. Сучасний ареал, крім Каліфорнії, займає штати Невада, Техас (західна частина), Аризона, Орегон, Вашингтон та канадську провінцію Британська Колумбія. Залітні особини трапляються у Флориді, Нью-Йорку, Саскачевані, Ньюфаундленді та на півдні Аляски.
Популяція каліпти рубіновоголової становить приблизно 1,5 млн особин. Чисельність птаха має тенденцію до збільшення. У 2017 році каліпту рубіновоголову було названо офіційною птахою міста Ванкувер (Британська Колумбія, Канада), де вона проживає цілий рік, навіть взимку.

## Опис

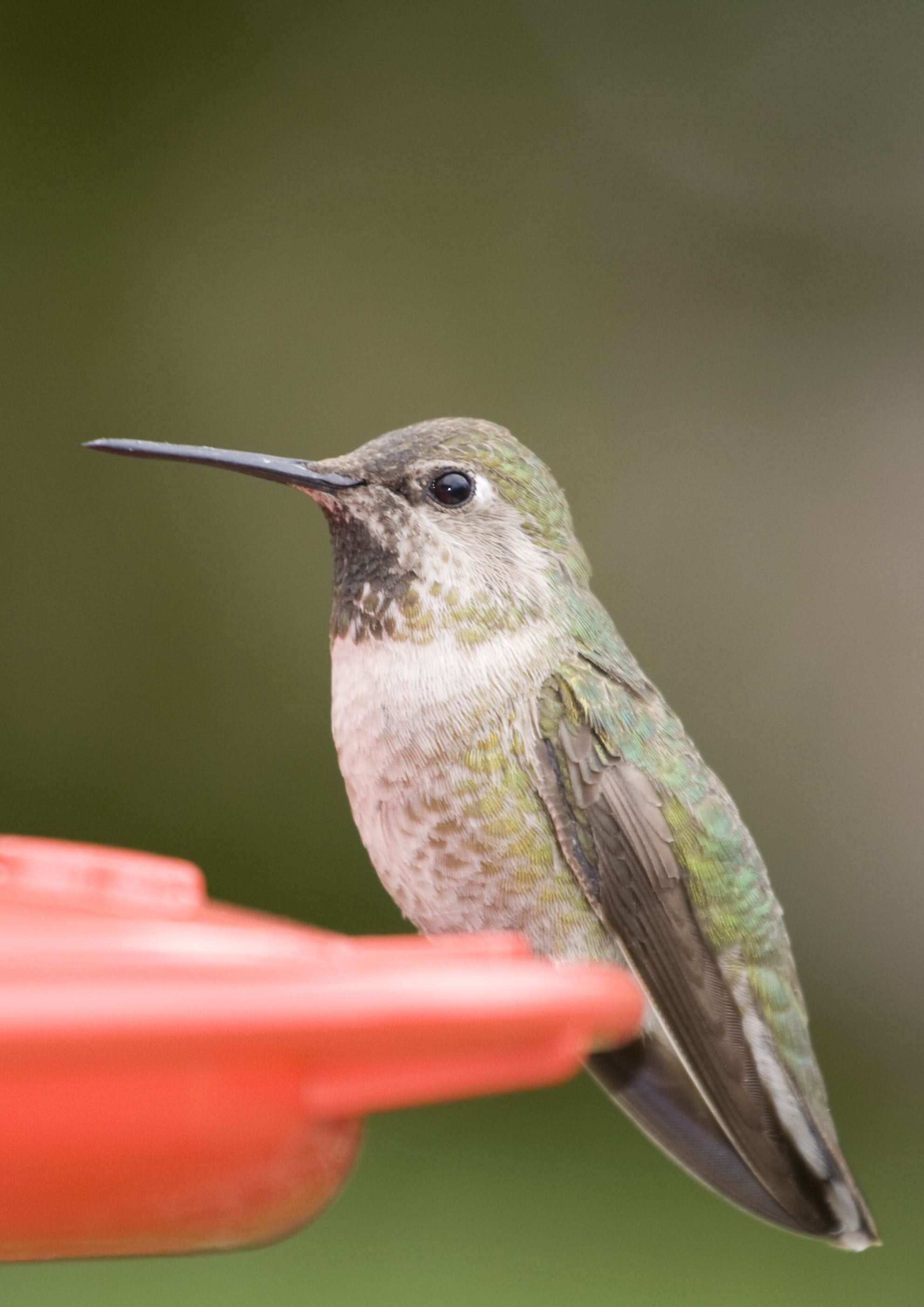
Самиця

Це колібрі середнього розміру, завдовжки 10–11 см, вагою 3,3–5,8 г. Присутній виразний статевий диморфізм. Оперення у самців і самиць глянцеве бронзово-зелене з металевим відливом. У молодих птахів і самиць горло сіре, а верхівка голови зелена. Горло самиці з окремими червоними мітками. У самця верхівка голови і горло червоні. Дзьоб довгий та прямий. Округлий хвіст чорного кольору з білими кінчиками на зовнішніх пір'ях.

## Спосіб життя
Птах трапляється у відкритих лісах, рідколіссях та луках із заростями чагарників. Живиться нектаром та комахами, інколи деревним соком. Збираючи нектар, бере участь у запиленні рослин. 

## Розмноження
Залежно від регіону, сезон розмноження триває з грудня по червень. Самець приваблює самицю коротким співом (до 10 с) та піруетами в польоті. Під час шлюбного танцю самець падає з висоти 30 м в піке, досягаючи швидкості 27 м/с (що становить 385 довжин тіла в секунду, а це рекод серед птахів), а потім різко піднімається вгору, створюючи хвостом на дні піке свистоподібний звук (силою до 4 кГц). При такому маневрі на птаха діє навантаження на рівні 10 g. Самець за сезон спаровується з декількома самицями.
У будівництві гнізда та догляді за пташенятами бере участь лише самиця. Вона будує гніздо на чагарнику чи дереві, в лозах, або прикріплює його до дротів чи інших штучних субстратів. Кругле гніздо діаметром від 3,8 до 5,1 см збудоване з рослинних волокон, пір’я та шерсті тварин; зовні маскується стружками лишайниками, рослинним сміттям, а іноді і міським детритом, таким як фарбова стружка та сигаретний папір. У гнізді 2 яйця. Інкубація триває два тижня. Через 18-23 дня вони стають самостійними.